# Едмънд I
Едмънд I (на английски: Edmund I) е английски крал от 939 до 946 година, син е на Едуард Стария.

## Управление
След смъртта на крал Етелстан през 939 година Едмънд I поема кралската корона. Същата година норвежката войска се връща начело с Олаф от Гутфритсон (Олаф III). Той завладява Нортумбрия и нахлува дълбоко в английските земи. Новият крал Едмънд е принуден да признае Олаф за крал на Йорк.
Олаф умира през 941 г. и през следващите четири години Едмънд си връща Дайнло и завладява Стратклайд. В този смисъл особен интерес представлява една поема от онова време, която представя крал Едмънд като освободител на датчаните от норвежките потисници: правнуците на Алфред се индентифицират повече с английската корона, отколкото със своите братя скандинавци.
През 947 година само година след смъртта на Едмънд, Йорк попада отново в ръцете на норвежки крал – Ерик, Кървата брадва.